# Reinøya (Porsanger)
Pour les articles homonymes, voir Reinøya.

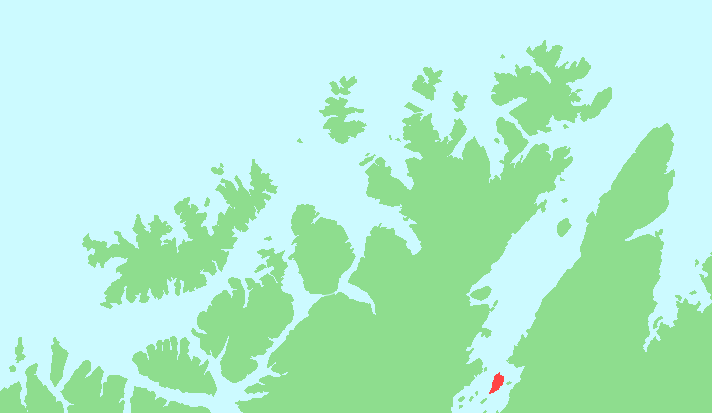

Reinøya (kvène: Vassa, same: Vasis) est une île norvégienne appartenant à la commune de Porsanger du comté du Finnmark. Elle est étendue sur 12.70 km².
Reinøya est située dans le Porsangerfjorden dont elle est l'une des nombreuses îles. 
Depuis le 5 juin 1981, l'île est devenue une réserve naturelle. De plus elle abrite l'une des plus grandes réserves de dolomites d'Europe du Nord.